# ぽっぺん先生の日曜日
『ぽっぺん先生の日曜日』（ぽっぺんせんせいのにちようび）は、1973年（昭和48年）に舟崎克彦が発表した日本の児童文学小説である。以後シリーズ化された『ぽっぺん先生』シリーズの第1作で、これは当時28歳だった舟崎の、初の単独による長編である。日本の伝統的な児童文学からあまりに懸け離れた内容だったため、当初は出版元を見つけるのに苦労したが、高橋睦郎によって紹介された吉岡実の仲介により、筑摩書房からの刊行が決定した。
日曜日の書斎整理で見つけた「なぞなぞの本」に入り込んでしまった、ウド大学の生物科助教授・通称「ぽっぺん先生」が、絵本の外へ出るべくすべてのなぞなぞを解いて、絵本の中で旅をしていく物語である。

## あらすじ
ウド大学の生物科助教授・通称「ぽっぺん先生」は、38歳独身の冴えないおじさん先生。日曜日の休日はいつもならば日がな一日大好きなベートーヴェンのレコードを聴きながらぐうたらに過ごすか、博物館の展示やコンサートに足を運んでいるところのぽっぺん先生だが、この日に限っては書斎の下敷きになる嫌な夢にせっつかれて、珍しく書斎の整理をしていた。そんな先生が見つけた、古ぼけた「なぞなぞの本」。子供の頃に遊んだその絵本に惹かれてページをめくり始めた彼は、気がつくとその絵本の中に入り込んでいた。
なぞなぞの1
気がついたら自宅の書斎から、かげろうが揺らめきオオアワダチソウが一面に咲く草原に立っていた先生。どこかから聞こえるウド大学のチャイムの音を追って野原を進むと、ショクダイコンニャクの花の根本で、灰色の目をしたペリカンが待っていた。
大きなくちばし袋に世界地図から置き時計、ランプ、方位学の本まで、雑多なアイテムを詰め込んだ不思議なペリカンとの問答のなか、ペリカンは「二ページ目に行きたいならこのなぞなぞの答えを解け、ページを進みたいのならそのページのなぞなぞを解かなければ永遠にこの本からは出られない」と道案内をする。
なぞなぞその2
1ページ目のなぞなぞを解いた先生は、こんどは廃墟の一角にある枯れたバラ園の、アーチの真下に立っていた。
廃墟の表玄関へ向かった先生は、エニシダの花が咲き乱れる庭でかくれんぼをする、縞模様の三つ揃いを着たタヌキと、ランニングシャツを着て号令の笛を吹くクロブタ、頼みもしないのに「電話ウサギ」の長い長い物語のあらすじを先生に語りつづけるダチョウ、「ソモソモ」を無くしたトガリネズミと出会う。
彼らの別段面白くもない話に付き合ううちに、先生はかくれんぼの鬼役に決められてしまうが、タヌキが口にした「二ページ目のなぞなぞ」の答えを見つけ、三ページ目に進む。
なぞなぞその3
三ページ目の世界は絶滅動物だけを集めた空っぽの動物園。カタツムリ、ミソサザイ、サルクイワシが歌って語る、生きとし生けるものの食物連鎖。
ミソサザイのなぞかけ歌とサルクイワシの嘆きにヒントを得て、先生は「三ページ目のなぞなぞ」の答えにもたどり着いた。
なぞなぞその4
洋服だけで中身の無い、「服だけ」の住人が暮らす「ぬけがら町」。「中身」になるいきものを求める住人たちに見つかった先生は、町民たちの「中身」争奪戦の景品にされてしまう。
争奪戦会場に飾られたたくさんの風船に、先生がこよなく愛するベートーヴェンの顔を描いて住人たちの「中身」にすることで難を逃れた先生は、最初に先生を気にかけてくれたトウモロコシ売りが、「四ページ目のなぞなぞ」を置いていってくれたことに気がつく。
ぬけがら町のはずれにまでやってきた先生は、その町の風景が戦時中の学童疎開の時に見たものと同じだと思い出した。
1本のウツギの木が立つ古井戸までやって来た先生は、緑色のチロル帽を被った少年に突き落とされ、井戸の底へと真っ逆さまに降下していく。
なぞなぞその5
井戸の底にあったトンネルの奥で、先生はどこか懐かしい響きの子守唄を歌う母イノシシと、泣きわめく5匹の赤ん坊に出会う。
しかしなぞなぞの設問を聞く前に、地底の子守部屋は崩れ落ち、先生は新しい世界に放り出されてしまう。
なぞなぞその6
地底の子守部屋から、突然巨大なカボチャ畑の世界に放り出された先生は、バッタのバスに乗っておもちゃかぼちゃの畑を遊覧するうちに、7匹のイタチの青年団に捉えられてしまう。
イタチたちは先生の罪状を「子供の頃にこの絵本の最後のページを引きちぎった」罪だと告げ、最後のページに描かれていたはずの「ピッコロを吹く少年」の身代わりに、絵本の世界で永遠に暮らしてもらうと告げる。
おしまいのなぞなぞ
イタチの青年団から逃げ、最後のページにたどり着いた先生を待っていたのは、果てしない霧に包まれた牧場と、どこかのページで出会った、緑色のチロル帽を被った少年だった。懐かしい再会に先生は、彼こそが最後のページに居た「ピッコロを吹く少年」で、五ページ目の世界で母イノシシが歌っていた子守唄は、この絵本自体の内容を歌っていると思い出す。
幼い先生に破かれそうになった時に大急ぎでページの綴じ目に逃げこんで、残ったページと綴じ目の隙間にずっと隠れて暮らしていたという少年は、かつて幼子だった先生と書斎のひだまりの中で毎日のように遊んだ過去の記憶を懐かしそうに語りながら、本の出口を指し示した。
本の出口をくぐったあと気がついたら書斎に戻っていた先生は、母親の作るけんちん汁の香りに誘われ、夕暮れの書斎を後にする。